# Fäktning vid olympiska sommarspelen 1936
Vid olympiska sommarspelen 1936 i Berlin avgjordes sju grenar i fäktning, sex för män och en för kvinnor, och tävlingarna hölls mellan 2 och 15 augusti 1936 i Deutsches Sportforum. Antalet deltagare var 311 tävlande från 29 länder.

## Medaljfördelning
| Medaljfördelning |           |      |        |       |        |
| Placering        | Nation    | Guld | Silver | Brons | Totalt |
| 1                | Italien   | 4    | 3      | 2     | 9      |
| 2                | Ungern    | 3    | 0      | 1     | 4      |
| 3                | Frankrike | 0    | 2      | 1     | 3      |
| 4                | Tyskland  | 0    | 1      | 2     | 3      |
| 5                | Sverige   | 0    | 1      | 0     | 1      |
| 6                | Österrike | 0    | 0      | 1     | 1      |

## Medaljörer

### Damer
| Gren                | Guld                | Silver                  | Brons                   |
| Florett Detaljer... | Ilona Elek · Ungern | Helene Mayer · Tyskland | Ellen Preis · Österrike |

## Deltagande nationer
Totalt deltog 311 fäktare (270 män och 41 kvinnor) från 29 länder vid de olympiska spelen 1936 i Berlin.
| | | | |
| - Argentina (11) - Belgien (20) - Brasilien (6) - Bulgarien (1) - Chile (7) - Costa Rica (1) - Danmark (9) - Egypten (6) | - Frankrike (19) - Grekland (8) - Italien (16) - Kanada (8) - Jugoslavien (12) - Mexiko (2) - Nederländerna (11) | - Norge (5) - Polen (11) - Portugal (5) - Rumänien (7) - Schweiz (18) - Storbritannien (18) - Sverige (13) | - Tjeckoslovakien (13) - Turkiet (7) - Tyskland (16) - Ungern (19) - Uruguay (5) - USA (22) - Österrike (15) |